# Mariano Delledonne

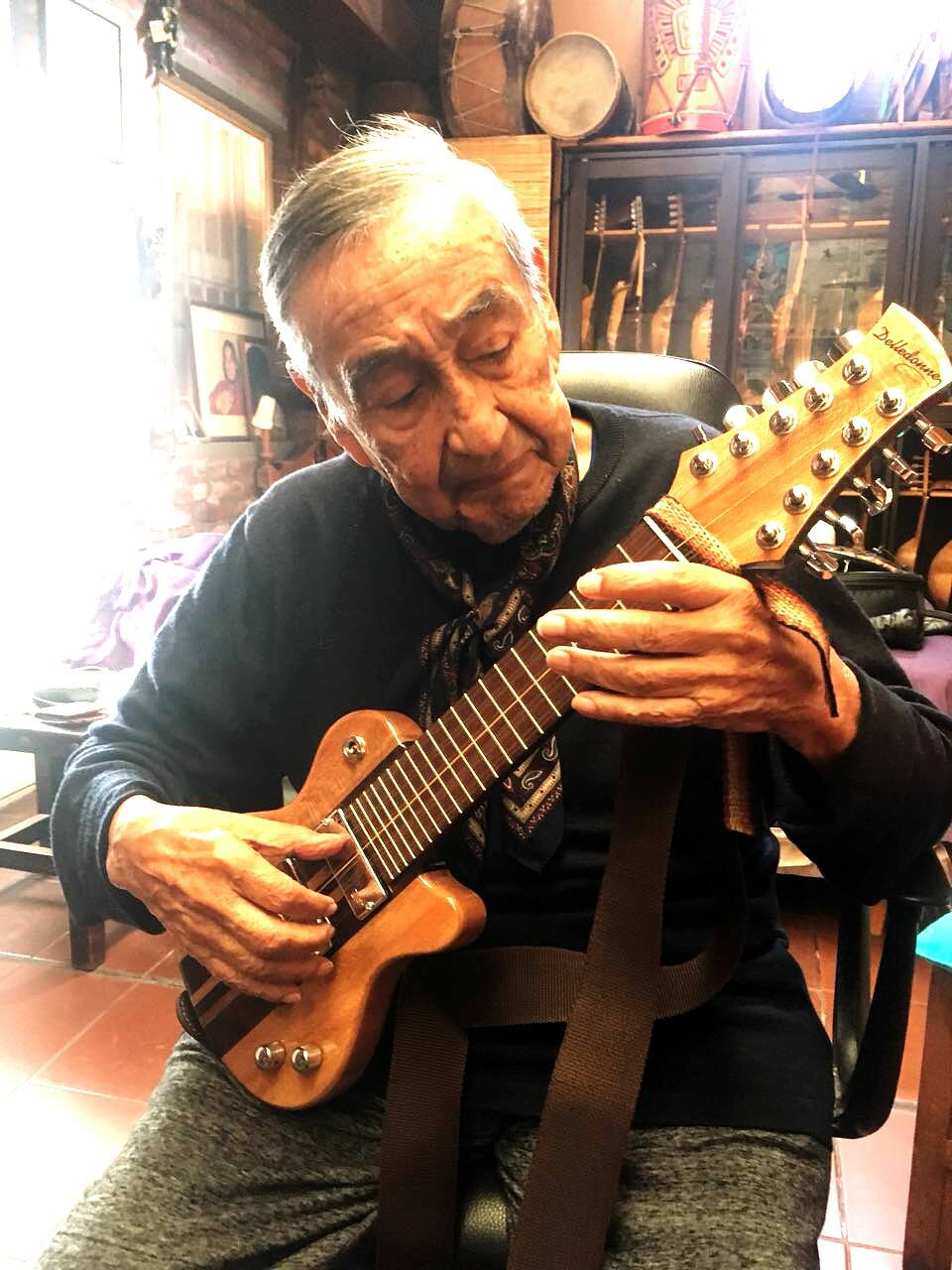
El charanguista argentino Jaime Torres con el charango eléctrico construido por Mariano Delledonne.

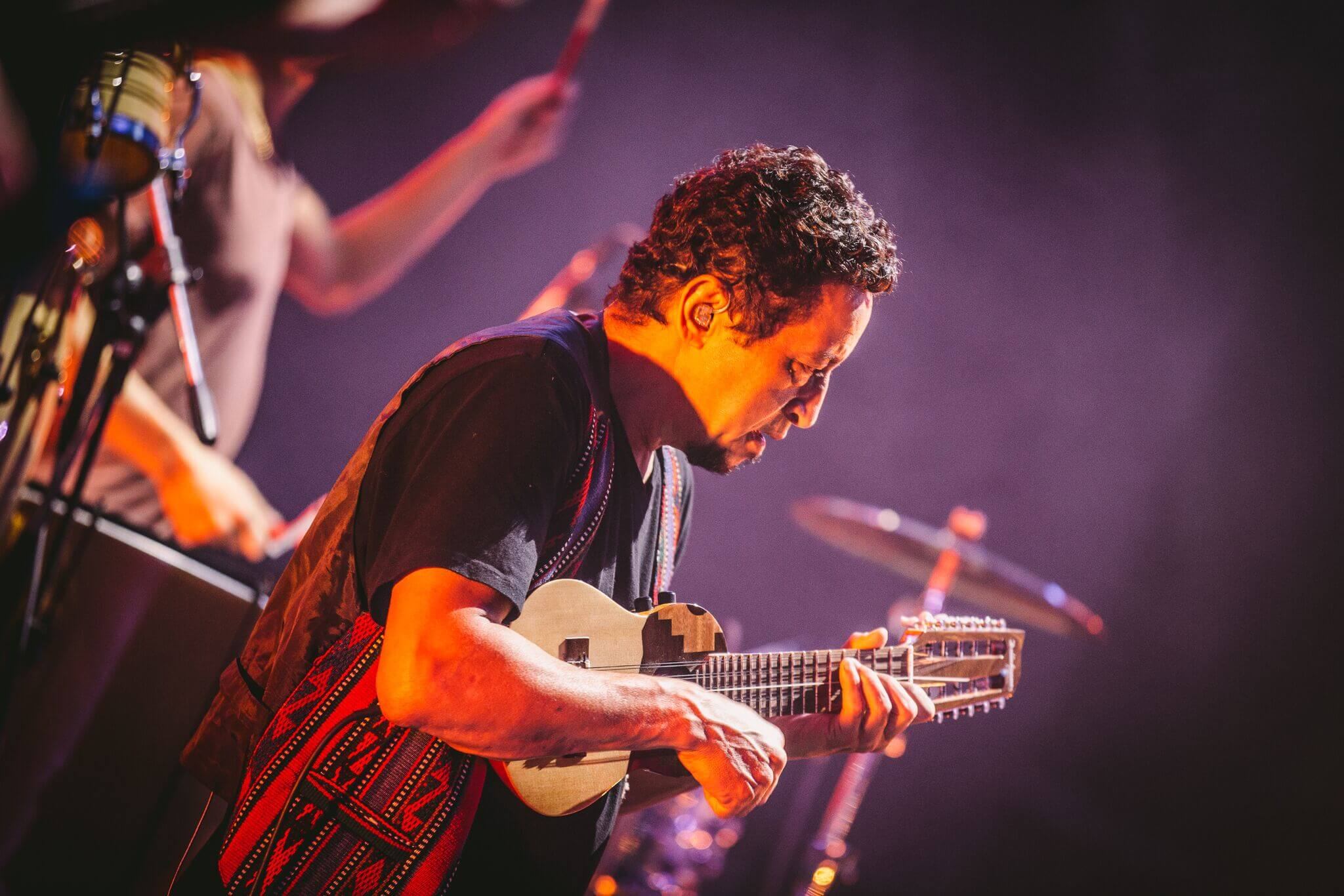
El músico marroquí Brahim Fribgane tocando el charango construido por Mariano Delledonne durante el Tour Internacional Residente 2017-2018

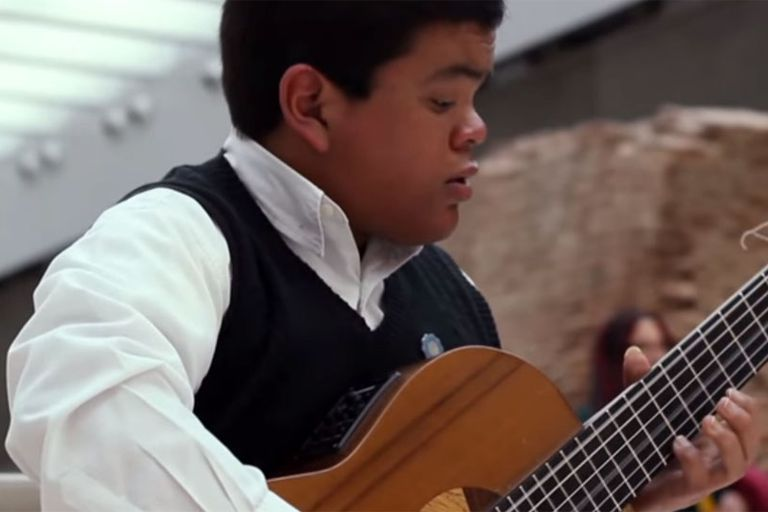
El guitarrista Julio Silpitucla tocando el Himno Nacional Argentino en la Casa Rosada con la guitarra construida por Mariano Delledonne, en el marco de las celebraciones por el Bicentenario de la Independencia argentina.

Mariano Andrés Delledonne (n. La Plata, Buenos Aires, 4 de julio de 1984) es un reconocido lutier argentino especializado en la construcción de guitarras clásicas y variedad de instrumentos musicales latinoamericanos tales como charango, requinto, tres cubano y cuatro venezolano.
Sus creaciones se definen por la combinación de elementos tradicionales, la búsqueda de diseños innovadores y la autenticidad de sus piezas. Esta impronta artística ha sido destacada por la Unesco, otorgándole el Reconocimiento de Excelencia Artesanal del World Craft Council en el año 2014. Entre sus principales aportes se encuentran la creación del charango eléctrico y la participación en la construcción del Seis —instrumento creado por el músico boliviano Randolf Berrios—. Músicos virtuosos de diversos estilos musicales, tales como Jaime Torres, Gustavo Santaolalla, Brahim Fribgane (Residente, Calle 13) y Julio Silpitucla han adquirido y promovido sus instrumentos musicales. Asimismo, intérpretes de diferentes países (Estados Unidos, Francia, Alemania, Italia, Japón, Israel, Bolivia, Chile, entre otros) los han incorporado en sus composiciones musicales locales.
Ha sido seleccionado por diversos organismos nacionales e internacionales para participar en representación de la Argentina en festivales de gran prestigio entre los que se destacan: International Folk Art Market (Estados Unidos), The NAMM Show (Estados Unidos), International Arts and Crafts Festival - Hutzot Hayotzer (Israel), Charangos del Mundo (Perú, Chile, Argentina). Asimismo, ha brindado seminarios y conferencias en el marco de festivales internacionales, algunas de éstas declaradas de interés cultural por el Gobierno de la Provincia de Buenos Aires. Por motivo de esta amplia trayectoria fue recibido en el Ministerio de Cultura de la Nación por la artista y Ministra de Cultura Teresa Parodi, ocasión en la que presentó sus creaciones más recientes. Además, ha sido convocado para realizar sus aportes como artesano lutier en el proyecto de la «Ley Nacional de Artesanías y Salvaguardia del Patrimonio Cultural» en la Cámara de Diputados de la Nación en el año 2015.

## Premios, reconocimientos y festivales internacionales
- Reconocimiento de Excelencia Artesanal WCC UNESCO (2014) otorgado por el World Crafts Council UNESCO[1][2][3]
- WCC UNESCO 50 ANNIVERSARY (2014). Seleccionado para participar con la exposición de una pieza de excelencia en la celebración de los 50 años del World Crafts Council UNESCO en la ciudad de Dongyang, China.[1]
- UNESCO Latinoamérica - International Folk Art Market (IFAM) (2016), Santa Fe de Nuevo México, Estados Unidos. Seleccionado para representar a la artesanía latinoamericana en el stand oficial de UNESCO Latinoamérica.[15]
- International Arts and Crafts Festival - Hutzot Hayotzer (2017, 2019), Jerusalén, Israel. Seleccionado en dos oportunidades por el Mercado de Artesanías Tradicionales e Innovadoras Argentinas (MATRIA) como representante oficial de Argentina. Dicho festival, que reúne artesanos de todo el mundo, se encarga de fomentar y visibilizar la diferentes expresiones artísticas y culturales del mundo.[17]
- Catálogo INNOVAR (2018). Seleccionado por el Ministerio de Ciencia, Tecnología e Innovación de la Nación Argentina para formar parte del Catálogo INNOVAR 2018 con la pieza «Charango eléctrico». Dicho catálogo se emite de manera anual y reúne las innovaciones más destacadas del país en el ámbito de la ciencia, la tecnología y el diseño.[20]
- The NAMM Show (2017) Anaheim, California, Estados Unidos (2017). Seleccionado por Ministerio de Relaciones Exteriores, Comercio Internacional y Culto de la Nación Argentina para formar parte del Stand Oficial Argentino. The NAMM Show, considerada una de las muestras más importantes de la industria musical, reúne a los principales referentes del mundo de la música.[16]
- Beca Bicentenario a la creación (2016) Buenos Aires, Argentina. Ganador de la beca otorgada por el Fondo Nacional de las Artes en el rubro «Patrimonio y Artesanías».[5]
- Declaración de Interés Cultural Provincia de Buenos Aires (2012) Buenos Aires, Argentina. Distinción otorgada por el Instituto Cultural de la Provincia de Buenos Aires por el seminario brindado en el «VII Festival Internacional Charangos del Mundo», Valparaíso, Chile, destinado a recuperar y fortalecer la identidad del Charango Argentino a través de la recuperación de las técnicas tradicionales de construcción y diseño.[21]
- Declaración de Interés Cultural Provincia de Buenos Aires (2012),Buenos Aires, Argentina. Distinción otorgada por el Instituto Cultural de la Provincia de Buenos Aires por el seminario brindado en el «VIII Festival Internacional Charangos del Mundo», Cusco, Perú, destinado a promover y revalorizar la Luthería Artesanal Argentina.[22]